# Courtenay Hughes Fenn
Courtenay Hughes Fenn (Clyde, New York állam, 1913. november 11. – 2014. november 28.; kínai neve pinjin hangsúlyjelekkel: Fāng Tàiruì; magyar népszerű: Fang Taj-zsuj; kínaiul: 芳泰瑞) amerikai protestáns misszionárius, sinológus.

## Élete és munkássága
Courtenay Hughes Fenn aktív és meghatározó tagja volt az amerikai Presbyterian Overseas Mission Boardnak, amelynek megbízásából Kínában végzett hittérítő tevékenységet. Az általa készített fényképek voltak az első hiteles, nyugaton bemutatott képei az 1900-ban kirobbant bokszerlázadásnak. Fényképalbumát és írógéppel vezetett naplóját jelenleg a Yale Divinity Könyvtár őrzi.
Egyik szerkesztője volt a sokáig alapszótárnak számító, számos kiadást megélt The Five Thousand Dictionary című kínai–angol szótárnak. Egyik fia, a Pekingben felnőtt Henry Courtenay Fenn a Yale Egyetem sinológusa lett.

## Főbb művei
- The Providence of God in the Siege of Peking
- "The American Marines in the Siege of Peking." Independent 52, no. 2713 (29 November 1900): 2845-2849.
- Over against the treasury; or, Companions of the present Christ, a vision, 1910
- With you always; a sequel to "Over against the treasury,", 1911
- The Five Thousand Dictionary (1926 and revisions, Chin Hsien Tsenggel közösen)
- The Chinese English Pocket Dictionary, 1944